# Hämeenkoski
Hämeenkoski este o fostă comună din Finlanda.